# Dīmītrios Chantakias
Dīmītrios Chantakias (in greco Δημήτριος Χαντάκιας?; Agrinio, 4 gennaio 1995) è un calciatore greco, difensore del Flamurtari Valona.

## Carriera
Ha giocato nella massima serie dei campionati greco, bulgaro ed azero.